# 赖因霍尔德陨石坑

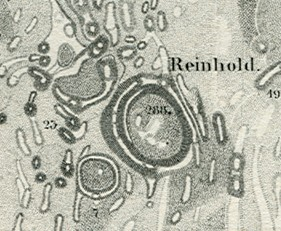
威廉·戈特黑尔夫·罗尔曼绘制的赖因霍尔德月坑图(1878年)

赖因霍尔德月坑（拉丁文"Reinhold"）是位于月球正面赤道区岛海东部的一座大型撞击坑，形成于爱拉托逊纪。其名称取自德国天文学家及数学家埃拉斯穆斯·赖因霍尔德（Erasmus Reinhold），1935年被国际天文学联合会批准接受。

## 特征描述
该月坑西北邻近霍尔登修陨石坑、东北偏北坐落着哥白尼环形山，福特陨石坑位于东北、西南则为兰斯伯格陨石坑。月坑中心月面座标为北纬3.28°、西经22.86°（3°17′N 22°52′W / 3.28°N 22.86°W），直径43.3公里，深约2700米。
赖因霍尔德月坑呈多边形状且边缘壁略受侵蚀，除南侧坍塌下沉外，其余外侧壁边缘清晰，内侧斜坡为台地状结构，坑壁海拨较周围地形高出1050米，月坑总体积约为1300公里³，坑底表面较为平整，随机分布着几座分开的山丘。
环赖因霍尔德坑周围区域覆盖着来自哥白尼环形山的明亮辐射纹。

## 月坑横截面
该图显示了不同方向上的陨石坑结构，Y 轴刻度单位为英尺，右上方的插图显示的是米制比例尺。

## 卫星陨石坑

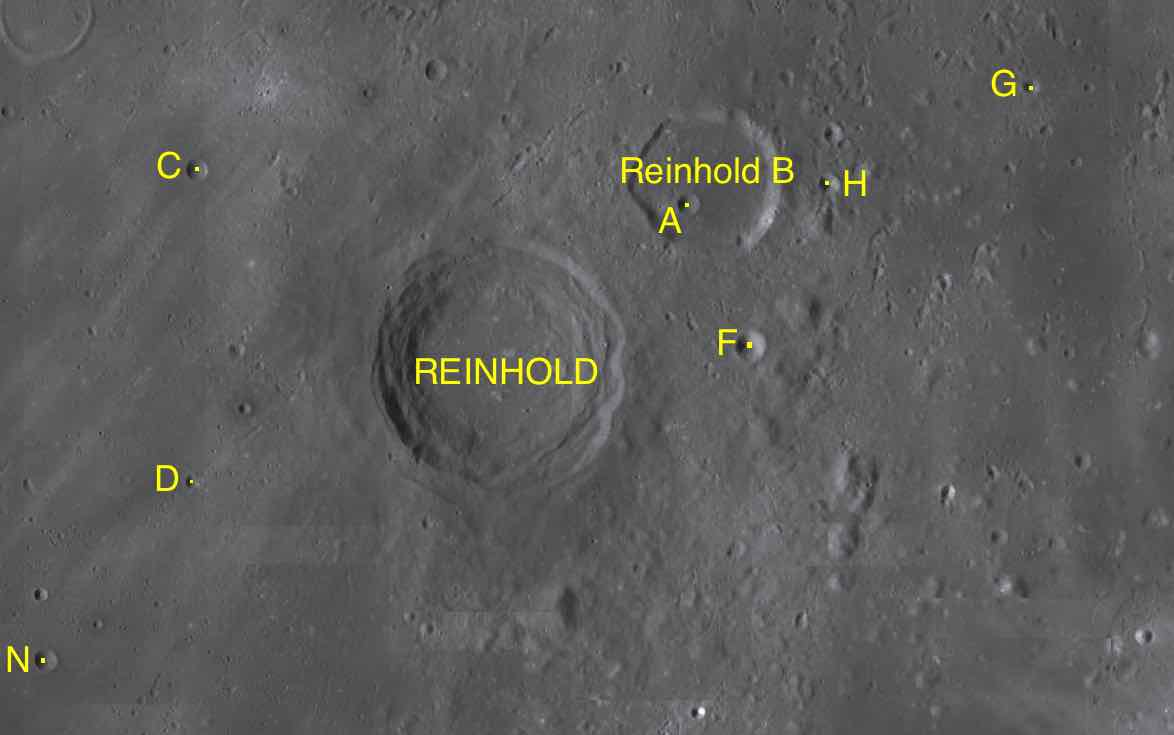
LAC-58 地图.

按照惯例，最靠近赖因霍尔德月坑的卫星陨坑在月表地图上以字母标注在卫星坑的中心点旁边。
| 赖因霍尔德 | 月面坐标                        | 直径, 公里 |
| ---------- | ------------------------------- | ---------- |
| A          | 4°10′N 21°47′W / 4.16°N 21.79°W | 3,7        |
| B          | 4°17′N 21°40′W / 4.28°N 21.67°W | 26,2       |
| C          | 4°22′N 24°34′W / 4.36°N 24.57°W | 4,1        |
| D          | 2°35′N 24°36′W / 2.59°N 24.6°W  | 2,3        |
| F          | 3°22′N 21°25′W / 3.36°N 21.42°W | 5,6        |
| G          | 4°50′N 19°50′W / 4.83°N 19.83°W | 3,2        |
| H          | 4°16′N 20°59′W / 4.27°N 20.98°W | 3,7        |
| N          | 1°35′N 25°26′W / 1.58°N 25.43°W | 3,8        |

## 另请参阅
- 月球环形山列表
- 月球
- 月球地质
- 后期重轰炸期

## 备注
1. 1 2 3  月球撞击坑数据库
2. ↑   (PDF).   [2016-03-19]. （原始内容存档 (PDF)于2020-09-21）.
3. ↑  .   [2016-03-19]. （原始内容存档于2017-08-19）.
4. ↑  .   [2016-03-19]. （原始内容存档于2014-12-18）.
5. ↑   (PDF).   [2016-03-19]. （原始内容存档 (PDF)于2013-11-05）.